# Hans Hohlwein
Hans Arthur Hohlwein (* 23. November 1902 in Danzig; † 29. April 1996 in Solingen) war ein deutscher evangelischer Theologe und deutsch-christlich orientierter Oberkonsistorialrat der Deutschen Evangelischen Kirche (DEK).

## Leben
Hohlwein studierte evangelische Theologie und wurde im Jahre 1927 zum Pfarrer ordiniert. Er wurde Lizenziat der Theologie und promovierte zum Doktor der Philosophie. Zunächst war Hohlwein von 1927 bis 1929 Hilfsprediger in Wenigenjena, ehe er von 1929 bis 1934 die erste Pfarrstelle an St. Marien in Eilenburg bekleidete.
Von 1934 bis 1937 war Hohlwein Studiendirektor des Predigerseminars der Thüringer evangelischen Kirche. Im Jahre 1939 erklärte er seine Mitarbeit am Institut zur Erforschung und Beseitigung des jüdischen Einflusses auf das deutsche kirchliche Leben. Im selben Jahr wurde er zum Oberkonsistorialrat in der Kirchenkanzlei der DEK berufen.
Nach 1945 wirkte Hohlwein als theologischer Hilfsarbeiter in der Propstei Halberstadt, und von 1947 bis 1951 verwaltete er die Pfarrstelle Heudeber in der Kirchenprovinz Sachsen.
Im Jahre 1951 erfolgte seine Übersiedlung in die Bundesrepublik Deutschland.

## Leistungen
Hohlwein betätigte sich als Autor zahlreicher Artikel in der dritten Auflage des theologischen Standardwerks Die Religion in Geschichte und Gegenwart. Im fortgeschrittenen Alter verfasste er Bücher über Personen der Geschichte des 18. und 19. Jahrhunderts.

## Werke
- Artikel Heinrich Eberhard Gottlob Paulus. In: RGG3 5 (1961), Sp. 192 („mit den alten, platten Fehlurteilen“).[2]
- Artikel Hofprediger; in: RGG3 3, Sp. 424
- Artikel Georg Maus; in: RGG3 4, Sp. 589–592
- Artikel Märtyrer III. In der neueren Kirchengeschichte; in: RGG3 3, Sp. 589–592
- Artikel Sakramentalien; in: RGG3 5, Sp. 1318–1319
- Artikel Rationalismus; in: RGG3 5, Sp. 791–800
- Napoleon Bonaparte – Kaiser der Franzosen; Erzählte Geschichte; Stuttgart: Franckh, 1964; ISBN 3-440-03289-2
- Aufbruch in die neue Zeit. Von Metternich bis Marx; Erzählte Geschichte; Stuttgart: Franckh, 1969